# Jordanita cirtana
Jordanita cirtana ist ein Schmetterling aus der Familie der Widderchen (Zygaenidae).

## Merkmale
Die Falter erreichen eine Vorderflügellänge von 8,0 bis 10,0 Millimeter bei den Männchen und 7,0 bis 10,0 Millimeter bei den Weibchen. Kopf, Thorax und Abdomen sind mit langen, haarartigen, zottigen Schuppen bedeckt. Diese sind grünlich schwarz und haben vor allem am Thorax einen schwachen bläulichen Schimmer. Die Fühler sind kurz und kräftig und haben einen starken Schaft. Sie sind mit Ausnahme der Spitze stark gekämmt und bestehen aus 30 bis 32 Segmenten. Die Vorderflügeloberseite ist dunkelbraun, grün oder manchmal bläulich und schimmert wegen der haarartigen, langen, glänzenden Schuppen nicht metallisch. Die Hinterflügeloberseite ist dunkelgrau und leicht transluzent. Die Flügelunterseiten sind grau und haben bei frisch geschlüpften Exemplaren einen schwachen grünlichen oder bläulichen Schimmer.
Der Aedeagus der Männchen ist kurz und etwa viermal länger als breit. Er besitzt zwei große und vier bis fünf kleine Cornuti. Einer der beiden großen Cornuti ist kommaförmig, der andere gerade.
Bei den Weibchen ist die Präbursa durchscheinend und nahezu kugelförmig; sie ist mit ringförmigen Sklerotisierungen versehen.

### Ähnliche Arten
J. cirtana hat keine ähnlichen Arten und kann anhand der Größe, der dunklen Färbung verbunden mit dem nichtmetallischen Glanz, dem zotteligen Körper und der Fühlerform erkannt werden. Auch die Morphologie der Genitalien lässt eine zweifelsfreie Bestimmung zu.

## Verbreitung
Jordanita cirtana ist bisher nur aus dem Norden Algeriens und Tunesiens bekannt.

## Biologie
Die Falter fliegen von Mai bis Juni. Über die Biologie der Art ist bis jetzt nichts bekannt.